# Gradiente térmico
En física, se denomina gradiente térmico o gradiente de temperatura a la variación de temperatura por unidad de distancia. La unidad del gradiente térmico en el sistema internacional es el Kelvin/metro. Típicamente, la existencia de un gradiente térmico provoca una transferencia de calor desde el cuerpo más caliente hacia el cuerpo más frío.

## Gradiente térmico atmosférico

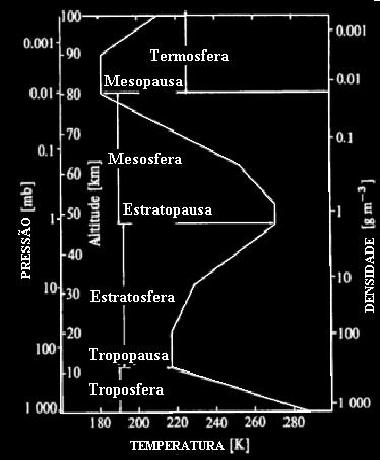
Gráfico de temperaturas en los primeros 100 km de altitud de la atmósfera.

En la atmósfera terrestre existe un gradiente térmico variable en función de la altitud respecto del nivel del mar. La Atmósfera Estándar Internacional define un conjunto estandarizado de gradientes térmicos para las diferentes capas de la atmósfera, basados en valores promedio, que se utiliza principalmente para la navegación aérea.
En la capa más inferior, la troposfera (hasta los 12.000 m de altitud), el gradiente térmico estándar es de -6,5 °C por kilómetro. Dicho valor equivale a un descenso de temperatura de un grado por cada 154m de altura. Este gradiente térmico determina la estructura y concepto de los pisos térmicos.
En la práctica el gradiente térmico varía localmente según la zona geotérmica y según sea la orientación de las laderas o vertientes (vertientes de solana o de umbría, por ejemplo). Existe además un gradiente térmico dependiendo de la latitud. La existencia de estos gradientes es uno de los factores determinantes de la circulación atmosférica a gran escala, junto con el efecto Coriolis.

### Zona intertropical
En la zona intertropical, sobre todo en las áreas próximas al ecuador, la temperatura disminuye un grado por cada 180m de altitud, como estableció  Antonio Goldbrunner. Este menor gradiente se debe al mayor espesor en la zona ecuatorial, tanto de la atmósfera en general como de la troposfera en particular, debido a la fuerza centrífuga del movimiento de rotación de la Tierra. En otras palabras, como la zona ecuatorial es la zona de convergencia intertropical, los alisios del NE y los alisios del SE convergen y se elevan, produciendo una faja latitudinal de bajas presiones junto al círculo ecuatorial cuyo espesor exagera aún más las dimensiones del abultamiento ecuatorial terrestre. En suma, al ser una zona de bajas presiones, el aire caliente se eleva a gran altura, lo que da origen también a las grandes dimensiones de los cumulonimbos (nubes de desarrollo vertical) que llegan a tener el doble de altura que en las zonas templadas.

### Zona templada
El gradiente térmico en las zonas templadas es mayor que en la zona intertropical, lo cual se debe, por una parte, al menor espesor de la atmósfera en las zonas templadas, y por la otra, a la menor insolación que recibe. Por otra parte, las variaciones en la insolación por la orientación del relieve son muy fuertes en las zonas templadas, como se puede ver en la ubicación de pueblos y caseríos en los Alpes, mucho más numerosos y elevados en las vertientes de solana, por ejemplo en el alto valle del Ródano.

## Gradiente geotérmico

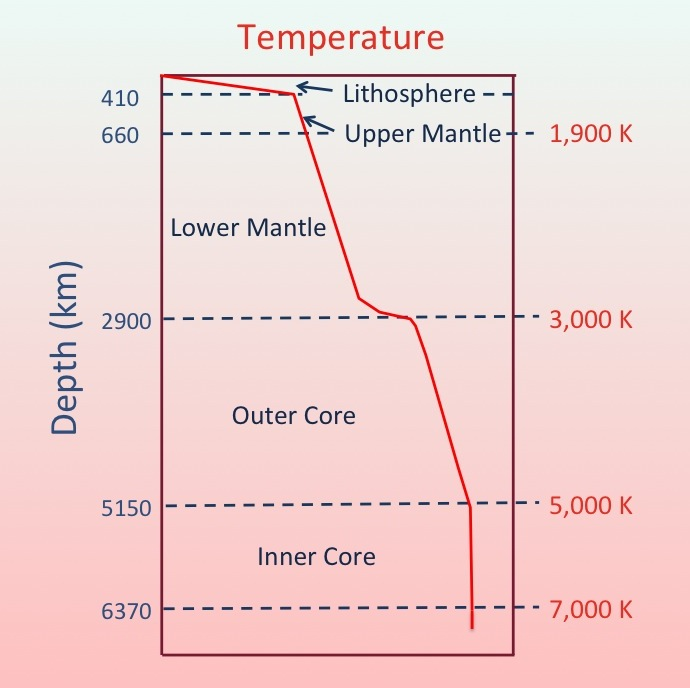
Perfil de temperaturas del interior de la Tierra según la profundidad.

En el interior de la Tierra la temperatura también varía con la profundidad, aunque no de forma lineal. El gradiente es más elevado en la capa más externa -la corteza- y es menor en el manto y el núcleo. La rama de la geofísica que estudia los cambios de temperatura es la geotermia. 
El valor promedio del gradiente de temperatura en la corteza es aproximadamente de 30°/km. A mayores profundidades la temperatura no aumenta al mismo ritmo, se estima que en el núcleo externo se encuentra a unos 4.800K.
El calor existente en el subsuelo puede ser utilizado como una fuente de energía, con aplicaciones prácticas en el ámbito de la generación de electricidad, la desalinización del agua o simplemente para calefacción.

## Descripción matemática
La temperatura es un magnitud intensiva que adopta un valor distinto para cada punto del espacio, por lo que puede ser descrito como un campo escalar:
{\displaystyle T=T(x,y,z)}
en el que {\displaystyle x,y,z} son las coordenadas del punto considerado. Asumiendo que el valor de la temperatura viene dado por una función continua y diferenciable, el gradiente {\displaystyle \nabla T} se define mediante derivadas parciales como el vector:
{\displaystyle \nabla T=\langle {\frac {\partial T}{\partial x}},{\frac {\partial T}{\partial y}},{\frac {\partial T}{\partial z}}\rangle }